# Promeses a París
Promeses a París (títol original en francès, Les Promesses) és una pel·lícula francesa dirigida per Thomas Kruithof i estrenada el 2021. S'ha doblat al català.
Es va presentar a la Mostra Internacional de Cinema de Venècia del 2021 abans d'estrenar-se als cinemes de França l'any següent.

## Sinopsi
La Clémence Collombet (Isabelle Huppert) es troba en la fase final de la seva carrera política com a alcaldessa d'una banlieue. Amb l'ajuda del seu director de gabinet (Reda Kateb) vol, abans de la fi del seu mandat, intentar salvar la ciutat de la decadència, quan se li proposa una plaça de ministra.

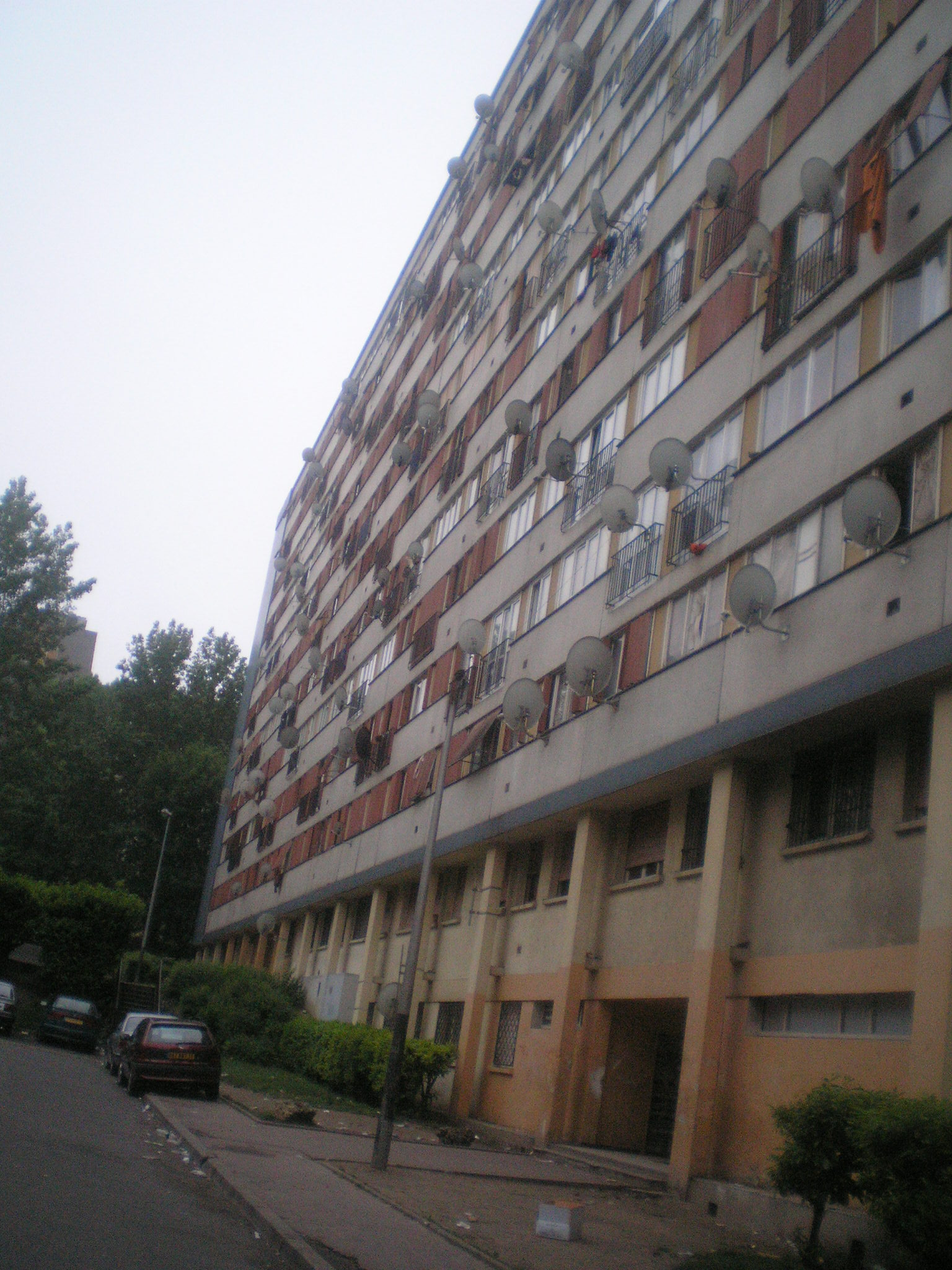
La zona de Clichy-sous-Bois on es van rodar diverses escenes de la pel·lícula.

## Repartiment
- Isabelle Huppert: Clémence Collombet
- Reda Kateb: Yazid Jabbi
- Naidra Ayadi: Naidra
- Jean-Paul Bordes: Michel Kupka
- Soufiane Guerrab: Esposito
- Laurent Poitrenaux: Jérôme Narvaux
- Hervé Pierre: Pierre Messac
- Walid Afkir: Kamel